# Loxomorpha amseli
Loxomorpha amseli is een vlinder uit de familie van de grasmotten (Crambidae), uit de onderfamilie van de Spilomelinae. De wetenschappelijke naam van deze soort is voor het eerst gepubliceerd in 1995 door Eugene Gordon Munroe.
Deze soort komt voor in Venezuela.